# Talparia exusta
Talparia exusta là một loài ốc biển, là động vật thân mềm chân bụng sống ở biển trong họ Cypraeidae, họ ốc sứ

## Phân bố
Chúng phân bố ở Biển Đỏ và dọc theo Eritrea và Somalia.